# Borki (Mizerów)
Borki – część wsi Mizerów  w Polsce, położona w województwie śląskim, w powiecie pszczyńskim, w gminie Suszec. 

W latach 1975–1998 Borki administracyjnie należały do województwa katowickiego.